# LG Display
LG Display — компания, входящая в состав южнокорейского конгломерата LG Group. Является одним из мировых лидеров по производству плоскопанельных TFT-LCD и OLED дисплеев, используемых при производстве мобильных телефонов, телевизоров, компьютерной техники и другой электроники.

## История
Компания была основана в 1985 году под названием Goldstar Software в качестве дочерней структуры LG Electronics по разработке программного обеспечения. В 1987 году в научно-исследовательском центре Goldstar была начата работа над LCD-TFT дисплеями, в 1990 году был открыт специализированный НИИ в Аняне, в 2008 году перенесённый в Пхаджу. В сентябре 1995 года было начато массовое производство ЖК-панелей для ноутбуков на заводе в Куми, а в декабре 1997 года начал работу второй завод, LG Semicon. В конце 1998 года компания сменила название на LG LCD Co., Ltd.
В июле 1999 года компания была преобразована в совместное предприятие с Philips (на равных долях), названное LG.Philips LCD. В 2004 году часть его акций была размещена на фондовых биржах Кореи и Нью-Йорка. В марте 2008 года LG.Philips LCD была переименована в LG Display Co., Ltd., а в марте 2009 года Philips полностью вышла из состава акционеров.
В 2003 году были запущены новые производства — Gumi LCD Factory 5 и Nanjing Module Factory (Нанкин, Китай). В 2006 году была представлена самая большая в мире, 100-дюймовая панель (2,2 м на 1,2 м), занесённая в книгу рекордов Гиннесса. Заключено стратегическое соглашение о партнёрстве с Toshiba (Япония). В 2007 году LG первой в мире разработала цветную гибкую e-бумагу 14,1" и 4" полноцветный AMOLED дисплей. Выпущен дисплей для ультратонкого ТВ — 42", толщина 19,8 мм. LG первой в индустрии прошла HPSM сертификацию.
В 2008 году было создано подразделение по производству панелей на органических светодиодах (OLED).
В 2009 году были заключены стратегические партнёрские соглашения с Cree (США), Idemitsu (Япония) и HYDIS. Также в этом году была разработана Solar E-Book с питанием от солнечных батарей. В 2010 году было объявлено о появлении гибкой е-бумаги газетного формата. Разработан первый в мире ЖК-дисплей для использования в общественных местах, выдерживающий температуру до 100 °C. Начато сотрудничество с компанией iriver. Начат выпуск панелей для мониторов с частотой обновления эквивалентной 240 Гц. Представлены 3D-панели на основе технологии FPR.
Во II квартале 2011 года LG Display занимала 51 % мирового рынка ЖК-панелей небольшого размера для планшетных компьютеров, она была основным поставщиком экранов для Apple iPad, Amazon Kindle Fire и Barnes & Noble Nook Tablet. На рынке крупных панелей для телевизоров занимала второе место после Samsung Electronics с долей 26,4 %. В 2011 году компания создала самую большую в мире OLED-панель диагональю 55", а в 2013 году началось массовое производство крупных OLED-панелей.
В январе 2018 года, на выставке CES, компания продемонстрировала скручивающейся OLED-телевизор, поступивший в продажу в 2021 году, производство которых было прекращено в 2024 году. Также, в июле 2018 года создается совместное предприятие с правительством Гуанчжоу LG Display High-Tech (China) Co., Ltd., по строительству завода для выпуска OLED-панелей; завод, в который было инвестировано 7 трлн вон, начал работу в 2020 году.
До конца 2022 года LG Display намерен закрыть в Южной Корее свой последний завод по производству ЖК-панелей для телевизоров.

## Акционеры
Акции компании котируются на Корейской фондовой бирже, американские депозитарные расписки обращаются на Нью-Йоркской фондовой бирже. Крупнейшим акционером является компания LG Electronics (36,72 % по состоянию на 2024 год). Другие крупные акционеры — ассоциация сотрудников-акционеров LG Display (5,68 %) и Национальная пенсионная служба Кореи (4,62 %).

## Деятельность
Компания занимается разработкой, производством и продажей плоскопанельных дисплеев, использующих технологии TFT-LCD и OLED. Продукция реализуется производителям электроники, в частности мобильных телефонов (43 % продаж), IT-продукции (мониторов, ноутбуков и планшетов, 37 %) и телевизоров (20 %)
Производственные мощности по выпуску панелей находятся в Южной Корее (города Куми и Пхаджу) и КНР (Гуанчжоу), сборка модулей осуществляется в КНР (Нанкин, Гуанчжоу и Яньтай), Корее (Куми и Пхаджу) и Вьетнаме (Хайфон). С 2023 года компания почти полностью перешла на производство панелей на светодиодах, ЖК-панели выпускают контрактные производители (в основном китайские), которые LG Display затем перепродаёт производителям конечных изделий. Крупнейшим покупателем является LG Electronics (16 % выручки в 2023 году); в то же время, компании в составе LG Group являются основными поставщиками материалов и оборудования (15 % расходов). Главным рынком сбыта является Китай, на него в 2023 году пришлось 69 % продаж, на остальную Азию — 11 %, на Америку — 10 %, на Польшу — 4 %, на остальную Европу — 3 %, на Южную Корею — 3 %.
В малых и средних OLED-панелях используются красный, зелёный и синий органические светодиоды, а в крупных — белые светодиоды и светофильтры. Для активной матрицы крупных панелей используются оксидные транзисторы (МОП-транзисторы), а для малых и средних панелей — LTPS-транзисторы (они дороже в производстве, но позволяют получить более высокую плотность пикселей).
По объёму продаж за 2023 год компания занимала 15 % мирового рынка дисплеев размеров более 9 дюймов и 11 % рынка дисплеев до 9 дюймов, что соответствует второму месту в мире после Samsung Electronics.

### Партнёрство с Apple
Компания LG Display имеет давние партнёрские связи с компанией Apple. LG выпускает дисплеи как для портативных ноутбуков MacBook Pro, так и для мобильных устройств. Однако для iPad 3, дисплеи выпускал другой корейский производитель, что может быть связано с проблемами экранов на iPad 2.
Согласно официальным данным компании, LG Display станет производителем дисплеев для iWatch.
В новом iPad Pro применяется Tandem OLED, обеспечивающий пиковую яркость 1600 нит.

## Продукты
- панели для плоскопанельных телевизоров диагональю от 21,5 до 98 дюймов;
- панели для настольных мониторов с диагональю от 15,6 до 49 дюймов;
- панели для ноутбуков диагональю от 12,3 до 18 дюймов;
- панели для планшентых компьютеров диагональю от 7,85 до 13 дюймов;
- дисплеи для смартфонов и мобильных телефонов;
- панели для навигационных устройств, медицинской аппаратуры и автомобилей.

## Технология IPS
Одной из главных технологий, используемых компанией LG Display, была технология IPS In-Plane Switching.
Своё название она получила потому, что все кристаллы в ячейках IPS-панели располагаются в одной плоскости, параллельно плоскости панели (не считая незначительных отклонений, электродами). Такое расположение кристаллов позволило решить ключевые проблемы ЖК-мониторов первых поколений: узкий угол обзора и низкое качество цветопередачи. Оба этих недостатка были связаны с тем, что угол поворота молекул ЖК в ячейках панели был неодинаковым, большая часть их располагалась не перпендикулярно фильтру, а под небольшим углом, создавая световые пучки различной интенсивности и плохую передачу чёрного цвета.
Все кристаллы IPS матрицы всегда расположены параллельно плоскости панели и (в отличие от TN матриц) поворачиваются согласованно на определённый угол, задаваемый приложенным напряжением. Для этого на нижней стороне каждой ячейки расположено по два электрода. Угол поворота жидкокристаллических молекул определяет фазу световой волны на выходе и, соответственно — цвет пикселя. Возможность более четко задавать угол поворота кристаллов позволяет существенно улучшить цветопередачу, а высокая светопроницаемость — повысить контраст изображения.

### Развитие
Этапы развития:
- 1996 г. — технология разработана компанией Hitachi. Недостатком новой технологии стала сниженная скорость реакции матрицы (что было заметно даже при прокрутке текста) — время отклика 50 мс, и низкий контраст (на темных участках была заметна засветка).
- 1998 г. — разработаны матрицы S-IPS (Super IPS), с улучшенным временем отклика.
- 2001 г. — основные производители панелей, основанных на технологии Hitachi Super-IPS — Hitachi, LG Display и NEC (у NEC эта технология называется иначе — Super Fine TFT).
- 2002 г. — появились матрицы AS-IPS (Advanced Super-IPS) с улучшенным контрастом.
- 2008 г. — технология H-IPS (Horisontal IPS), позволяющая сделать экран более контрастным и визуально однородным. LG Display дополняет свои IPS панели технологией Advanced True Wide Polarizer на основе поляризационной плёнки NEC, что позволяет дополнительно увеличить угол обзора и снизить засветку при больших углах.
- 2009 г. — технология E-IPS (Enhanced IPS) от LG Display — c увеличенной светопроницаемостью ЖК плёнки (позволяет использовать лампы с низким энергопотреблением, меньших габаритов и меньшей стоимости). Время отклика уменьшено до 5 мс.
- 2010 г. — P-IPS (Professional IPS), LG выпускает панели передающие 1,07 млрд цветов (30-битная глубина цвета), с улучшенной глубиной цветопередачи LG True Color. Hitachi передаёт свою технологию фирме Panasonic.

## Критика
в 2008 году ведущие производители ЖК-панелей, включая LG Display, были обвинены в картельном сговоре; Министерство юстиции США оштрафовало компанию на 400 млн долларов, Еврокомиссия — на 215 млн евро, а антимонопольный регулятор Республики Корея — на 65,5 млрд вон. В картель, контролировавший 80 % производства ЖК-панелей, также входили Samsung Electronics, тайваньские компании AUO Corporation, InnoLux Corporation и HannStar Display Corporation, японские Sharp, Hitachi и Toshiba.